# سید محمود موسوی مجد
سید محمود موسوی مجد (زاده ۱۳۶۵ – درگذشته ۳۰ تیر ۱۳۹۹) نظامی ایرانی بود که حکومت ایران او را به جرم جاسوسی اعدام کرد. او در سال ۱۳۹۷ توسط حزب‌الله لبنان بازداشت شد و در تاریخ نامعلومی به ایران منتقل شد. پس از مدتی شعبه ۱۵ دادگاه انقلاب تهران وی را به جاسوسی متهم کرد و این حکم توسط دیوان عالی کشور تأیید شد.
او دانشجوی کارشناسی ارشد جامعه‌شناسی دانشگاه آمریکایی بیروت بود.

## پیشینه
خبرگزاری‌های ایران دربارهٔ او اطلاعات زیادی منتشر نکردند اما برخی نوشتند پیش از انقلاب ۵۷ خانواده موسوی مجد به سوریه مهاجرت کرده و اطلاعاتی از فرماندهان ایرانی را برای آمریکا و اسرائیل می‌فرستاده و نقش او راننده بوده‌است.

### گزارش اختصاصی بی‌بی‌سی فارسی
بی‌بی‌سی فارسی در گزارش اختصاصی با نزدیکان و دوستان محمود گفته او با «موسسات و نهادهای وابسته به ایران در سوریه» از سن نوجوانی ارتباط داشته و یک زندانی هم‌بند او گفت که موسوی مجد با روش و رفتار سپاه پاسداران و نحوه عمل آنان آشنا بوده‌است.
در سال ۱۳۷۶ خانواده او در سوریه ساکن می‌شوند و پدر او در کار تجارت بین ایران و سوریه، فعالیت گمرکی داشت. محمود موسوی مجد مسلط به زبان عربی بود و دوبار در جنگ داخلی سوریه زخمی شد. او در سال ۱۳۹۱ به نیروی قدس می‌پیوندد و تا بهمن ۱۳۹۶ با آنان همراهی کرد. محمود با نام مستعار «سید حیدر» در نیروی قدس به «جذب نیروهای بومی» و «احداث پادگان نظامی» مشغول بود.
در مرداد ۱۳۹۷ یکی از فرمانده هان سابقش به بهانه کار اقتصادی او را به سوریه می‌آورد و در شهریور ۱۳۹۷ او ربوده می‌شود. بعد از مدتی مشخص می‌شود او در لبنان تحت بازجویی حزب‌الله است. خبرگزاری هرانا در گزارشی نوشت او در ۱۸ مهر ۱۳۹۷ توسط حرب الله لبنان بازداشت شده بود و پس از انتقال به سوریه. دو ماه بعد آزاد می‌شود و مدتی بعد نیروهای سپاه با محاصره خودرو وی، موسوی را بازداشت و به ایران منتقل می‌کند.
دوستان او معتقد هستند علت اتهام جاسوسی محمود «تصفیه حساب» فرمانده هان ایرانی در سوریه است. پدر او (کاظم موسوی مجد) در نامه ای اظهار کرد محمود قبل از ترک نیروی قدس، گزارش گروهی فاسد از فرماندهان ایرانی را به حفاظت اطلاعات سپاه ارسال کرده بود که در آن تخلفات مالی، اخلاقی و مواد مخدر افرادی که «آقازاده» بودند ذکر شده بود.
محمود در پیام صوتی که در زندان منتشر کرد گفت «کسانی بنا دارند با اعدام زودهنگام بنده برخی منافع شخصی خود را محفوظ نگه دارند».
پدر او نوشته بود که به وکیل محمود اجازه صحبت با موکلش را نمی‌دهند و محمود در دادگاه گفت اعتراف او زیر شکنجه بوده و مجبورش کردند جلوی دوربین اعتراف به جاسوسی کند اما قاضی صلواتی این گفته‌ها را قبول نمی‌کند.

## جرم جاسوسی
قوه قضائیه جمهوری اسلامی در روز سه‌شنبه، ۲۰ خرداد ۱۳۹۹، صدور حکم اعدام برای محمود موسوی مجد را تأیید کرد و سخنگوی قوه قضائیه ایران با اعلام هویت این فرد گفته بود محمود موسوی مجد «به سرویس موساد و سیا وصل شده و در قبال اخذ دلارهای آمریکایی برای آن‌ها در حوزه‌های مختلف امنیتی و به ویژه در حوزه نیروهای مسلح از جمله سپاه قدس و همچنین محل استقرار و ترددهای» قاسم سلیمانی اطلاعاتی را جمع‌آوری کرده بود.
خبرگزاری تسنیم نیز در ۲۵ خرداد ۱۳۹۹، مدعی شد محمود موسوی مجد «که بزرگ‌شده کشور سوریه بود»، در آنجا «با برخی مستشاران ایرانی ارتباط می‌گیرد» و «در پوشش راننده» اطلاعاتی جمع‌آوری می‌کند و با «فروش آنها به سرویس اطلاعاتی اسرائیل و آمریکا… ماهانه ۵ هزار دلار از این سرویس‌ها حقوق دریافت می‌کرد».

### تکذیب
خبرگزاری مرکز رسانه‌ای قوه قضاییه در ادامه همان روز، اعلام کرد پرونده وی ارتباطی با کشته شدن قاسم سلیمانی در عراق ندارد و گفت: تمام مراحل قضایی این پرونده «مدت‌ها قبل از کشته شدن فرمانده نیروی قدس سپاه» انجام شده و حکم اولیه اعدام موسوی مجد «سوم شهریور ۹۸ صادر شده‌است». مرکز رسانه قوه قضاییه در تشریح بخشی از پرونده قضایی موسوی مجد، زمان بازداشت او را «هجدهم مهرماه ۹۷» اعلام کرد و افزود: «پس از بازداشت وی، در تاریخ ۱۸ مهرماه ۹۷، شعبه ۱۵ دادگاه انقلاب اسلامی به اتهامات انتسابی وی رسیدگی و در تاریخ ۳ شهریور ۹۸ حکم اعدام او را صادر کرد.»
بر پایه این اطلاعیه، حکم اولیه اعدام این فرد با اشکال و ایراد دیوان عالی کشور دوباره به محکمه برگشته و دادگاه بار دیگر در تاریخ ۴ اسفند ۹۸ حکم اعدام او را تأیید کرد و اکنون این حکم در دیوان عالی کشور نیز تأیید شده‌است.

## بازداشت و شکنجه
خبرگزاری هرانا، ارگان خبری مجموعه فعالان حقوق بشر در ایران، در ۲۷ اسفند ۱۳۹۸، نام محمود موسوی مجد را در میان ۵۲ تن از زندانیانی که از اندرزگاه ۷ سالن ۱۲ به اندرزگاه ۴ سالن ۱ زندان اوین منتقل شدند آورد. عمده افراد ذیل ماده ۵۰۱ (جاسوسی) و ماده ۵۰۸ (همکاری با دولت متخاصم) قانون مجازات اسلامی مورد محاکمه قرار گرفتند. در آن لیست موسوی به اعدام محکوم شده بود.
در ۲۲ خرداد ۱۳۹۹، خبرگزاری هرانا گزارش داد که او دو ماه و نیم در بازداشتگاه حزب‌الله لبنان زندانی بود و طی این مدت مورد شکنجه قرار گرفت و بعد از انتقال به ایران به بازداشتگاه ۵۹ حفاظت اطلاعات سپاه آورده شد. پس از بازجویی، در تاریخ ۱۶ بهمن ۱۳۹۷، او به اندرزگاه ۷ سالن ۱۲ زندان اوین و از آنجا به اندرزگاه ۴ سالن ۱ منتقل شد. محمود موسوی مجد در بازپرسی از بابت «جاسوسی برای سازمان سیا و موساد» مورد تفهیم اتهام قرار گرفت و توسط شعبه ۱۵ دادگاه انقلاب اسلامی به ریاست ابوالقاسم صلواتی به اعدام محکوم شد. این حکم در ابتدا در شعبه ۳۶ دادگاه انقلاب و بعد از آن در شعبه ۱۹ دیوان عالی کشور تأیید شد.
در یکشنبه ۱۵ تیر ۱۳۹۹، خبرگزاری هرانا، گزارش داد که محمود موسوی مجد از زندان اوین به زندان رجایی شهر کرج منتقل شده‌است و این خبرگزاری گفت که این انتقال، احتمال اجرای حکم اعدام او را افزایش می‌دهد.
در شب یکشنبه ۱۵ تیر ۱۳۹۹، خبرگزاری هرانا، گزارش داد که او پس از انتقال به بند عمومی زندان رجایی شهر کرج، ناگهان به محل نامعلومی برده شده‌است. این خبرگزاری گفت اطلاعات تأیید نشده‌ای در دست دارد از اینکه او به بند سپاه پاسداران در زندان رجایی شهر برده شده یا اینکه وی در بند دارالقرآن این زندان حضور پیدا کرده‌است. مدتی بعد از انتشار این خبر، هرانا گزارش داد که گفته می‌شود محمود موسوی مجد پیش از انتقال به زندان رجایی شهر کرج، چند ساعت به بازداشتگاه اطلاعات سپاه موسوم به بند ۲-الف زندان اوین برده شده و در آنجا مورد ضرب و شتم قرار گرفته‌است و به محمود بارها گفته شد که به زودی اعدام خواهد شد.
به گفته خبرگزاری هرانا، ضرب و شتم موسوی مجد به حدی بوده که در نواحی کمر، پا، دست و گردن خود دچار سیاهی، کبودی و خون‌مردگی شده و از روی سر این زندانی از چند جا شکستگی یا جراحت جدی ایجاد شده‌است. در ادامه گزارش آورده شده که خانواده او زیر فشار حفاظت اطلاعات سپاه مورد آزار و اذیت و تهدید قرار گرفته‌اند و منبع نزدیک به این خبرگزاری گفته «اعدام محمود در حالی است که هیچگونه سند، عکسی یا شماره حسابی مبنی بر ارتباط او با سرویس‌های یادشده ارائه نشده‌است».

## اظهارات وکیل او
محمد نیازی، وکیل او در ۲۴ خرداد ۱۳۹۹، پس از رای دادگاه در یادداشتی اظهار داشت که محمود موسوی مجد در شهریور ۱۳۹۷ بازداشت شده ولی قاسم سلیمانی در دی ۱۳۹۸ کشته شده و گفت «مطلقاً هیچ ارتباطی میان این پرونده» با کشته شدن سلیمانی وجود ندارد و خواستار اصلاح خبرگزاری‌های شد. او در ادامه او اضافه کرد «فردی اطلاعات مربوط به موقعیت فرماندهان سپاه قدس را در اختیار دشمن قرار داده‌است اما پیرو نشت این اطلاعات آسیب جانی به این افراد وارد نشده‌است.» و «دلایل خود مبنی بر این که موکل هرگز مرتکب چنین خیانت بزرگی نشده را مطرح نموده‌ام.» و اظهار داشت که موکلش مشمول ماده ۲۸۶ نمی‌شود چون این ماده باید به گونه‌ای باشد که «موجب اخلال شدید در … گردد» و موکلش اعمال این ماده را انجام نداده و در دادگاه او را به صرف «به خطر انداختن» متهم کردند.

## مرگ
او در بامداد ۳۰ تیر ۱۳۹۹ اعدام شد.